# Bráulio Mantovani
Bráulio Mantovani (* Juli 1963 in São Paulo) ist ein brasilianischer Drehbuchautor.

## Leben
Mantovani absolvierte ein Studium an der Päpstlichen Katholischen Universität von São Paulo. Im Anschluss versuchte er sich als Drehbuchautor und war in den frühen 1990er Jahren als einfacher Kameramann und Regieassistent für Zbigniew Rybczyński tätig.
Im Jahr 2000 wurde sein erstes Drehbuch im Rahmen einer Serie realisiert, 2002 folgte mit City of God der erste Spielfilm. Hierfür wurde er 2004 für den Oscar in der Kategorie Bestes adaptiertes Drehbuch nominiert.
Es folgten weitere Drehbücher, für die er mehrere brasilianische Filmpreise gewann. 

## Filmografie (Auswahl)
- 2002: City of God (Cidade de Deus)
- 2006: Das Jahr, als meine Eltern im Urlaub waren (O Ano em que Meus Pais Saíram de Férias)
- 2007: Tropa de Elite
- 2008: Linha de passe
- 2008: Last Stop 174 – Endstation Hoffnung (Última Parada 174)
- 2010: Elite Squad – Im Sumpf der Korruption (Tropa de Elite 2: o Inimigo agora É Outro)